# 広辞林
『広辞林』（こうじりん）は、株式会社三省堂が発行していた中型の日本語国語辞典。

## 概要
1907年（明治40年）発行。ただしこれは、広辞林のもととなる「辞林」の発行年であり、「廣辭林」（「廣」は「広」の旧字体）という名前で発行されたのは1925年（大正14年）のことである。その後、1934年（昭和9年）の「廣辞林新訂版」、1958年（昭和33年）の「新版広辞林」、1973年（昭和48年）の「広辞林第五版」を経て、1983年（昭和58年）に16万語を収録した「広辞林第六版」（A5判・2,210ページ）が発行された。「辞林」から「新版広辞林」までは、いずれも国語学者の金沢庄三郎が編者となっている。
その後、三省堂の中型国語辞典は「大辞林」（1988年初版）に移行し、「広辞林」の発行は行なわれていない。
なお、1928年（昭和3年）には「廣辞林」から項目を絞って収録した「小辞林」が発行され、1956年（昭和31年）9月の第176版を経て1957年（昭和32年）2月に「新小辞林」が刊行された。「新小辞林」は1999年（平成11年）に第5版が刊行されたが、その後絶版となっている。

## エピソード
- 作家の三島由紀夫は、少年時代から『廣辭林』を愛用しており、ボロボロになるまで使用した。『広辞苑』も併用したが、使いなれた『廣辭林』が一番だと述べている[4]。